# Deportes por M+
Deportes por M+ es un canal de televisión por suscripción español, propiedad de Telefónica, dedicado exclusivamente al deporte. Está disponible en exclusiva en Movistar Plus+, y cuenta con seis diales auxiliares (Deportes/M+ 2–7).
El canal emite principalmente, competiciones de baloncesto (Euroliga y Liga Endesa), las cuatro grandes ligas norteamericanas (MLB, NBA, NFL y NHL), rugby (Seis Naciones, Rugby Championship y Copa Mundial) y tenis, (Wimbledon). Otros deportes tienen sus propios canales temáticos dentro de la plataforma, como el fútbol (LALIGA TV por M+ y Liga de Campeones por M+) o el golf (Golf por M+).

## Historia
El canal, que comenzó con el nombre de «Canal+ Deportes», inició sus emisiones el 1 de febrero de 2007, sustituyendo a «Canal+ Deporte 2».
El 1 de agosto de 2016, el canal pasó a denominarse «Movistar Deportes 1». Tras la compra de la plataforma por parte de Telefónica, la nueva denominación es «Movistar+», por lo que se produce una adaptación de los canales propios de la plataforma, que remplazaron la marca Canal+. El 10 de septiembre de 2018, el canal se fusionó con su análogo «Movistar Deportes 2», dando lugar a un único canal centralizado «Movistar Deportes», contando con seis diales auxiliares (Movistar Deportes 2–7).
El 19 de enero de 2022, el canal tomó su actual denominación de «Deportes por M+». El cambio se produjo dentro de la evolución en el nombre e imagen de marca de la plataforma, que pasó de «Movistar+» a «Movistar Plus+», propiciando el cambio de denominación de sus propios canales.

## Programación
Su programación está dedicada, a la transmisión de las principales competiciones y eventos deportivos, exceptuando fútbol y golf, que tienen sus propios canales temáticos dentro de la plataforma Movistar Plus+.

### Derechos
Tiene los derechos de emisión para España, de algunas de las principales competiciones deportivas. En baloncesto, emite las dos grandes ligas nacionales, NBA y ACB, además de la principal competición continental, la Euroliga. En tenis tiene Wimbledon, el pionero de los cuatro Grand Slam. En rugby, cuenta con las dos grandes competiciones anuales de selecciones, el Seis Naciones y el Rugby Championship, además de la Copa Mundial disputada cada cuatro años, mientras que a nivel de clubes emite la Copa Europea de Campeones, máxima competición continental.
Además, en el canal se emiten partidos de las cuatro grandes ligas norteamericanas. Aparte de la NBA de baloncesto, ostenta los derechos de la Major League Baseball (MLB) de béisbol, la National Football League (NFL) de fútbol americano y la National Hockey League (NHL) de hockey hielo.

## Logotipos

2016 - 2018
2018 - 2022
2022 - 2023
2023 - presente